# نورس ثاير
نورس ثايري (الاسم العلمي: Larus thayeri) (بالإنجليزية: Thayer's Gull)‏ هو نوع من الطيور يتبع جنس النورس من الفصيلة النورسية.